# Ricky Memphis
Ricky Memphis, pseudonimo di Riccardo Fortunati (Roma, 29 agosto 1968), è un attore italiano.

## Biografia
Nato a Roma (per la precisione nel Rione Monti) da padre romano e madre australiana, nel gennaio del 1990 inizia con le prime apparizioni televisive come "Poeta metropolitano", ospite sul palco del Maurizio Costanzo Show, e in alcune puntate di DeeJay Television.
Il suo cognome d'arte, Memphis, nasce dalla sua passione per Elvis Presley, originario di Memphis.
Esordisce come attore cinematografico, nel 1991, con il film Ultrà di Ricky Tognazzi, per il quale vince il premio come miglior attore non protagonista alla 4ª edizione dell'European Film Awards. Sul grande schermo ha poi interpretato film d'autore come Pugni di rabbia (1991), La scorta (1993), Il branco (1994). Lo stesso anno ha poi preso parte al cast de I mitici - Colpo gobbo a Milano. Nel 1995 è stata la volta di Palermo Milano - Solo andata, Vite strozzate, con Luca Zingaretti e Vincent Lindon.
Nel 1996 Memphis è stato uno dei protagonisti del film Palermo Milano - Solo andata di Claudio Fragasso, nel ruolo del poliziotto scelto Remo Matteotti, amico e compagno di Tarcisio Proietti, interpretato da Valerio Mastandrea e nel 1997 di Altri uomini. Nel 1999 partecipa a Ultimo - La sfida e Il morso del serpente.
Ricky Memphis è stato tra i protagonisti della serie TV nata nel 2000 Distretto di Polizia, nella quale ha interpretato l'ispettore Mauro Belli nelle prime sei stagioni
Nel 2002 è nel cast di Paz!, il film tratto dai fumetti di Andrea Pazienza di Renato De Maria, mentre nel 2007 partecipa al fortunato sequel Milano Palermo - Il ritorno.
Nell'autunno 2008 è stato protagonista insieme a Daniele Pecci nella serie TV Crimini bianchi, per la regia di Alberto Ferrari. Nell'estate 2009, preannuncia la sua partecipazione in una nuova serie televisiva della Rai di genere poliziesco, nella quale interpreta il ruolo di uno spacciatore. La serie, il cui titolo definitivo sarà La narcotici, viene trasmessa da Rai 1 a partire dal gennaio 2011. Nello stesso periodo è tra i protagonisti del film commedia Immaturi, con la regia di Paolo Genovese. Nel film, uscito nelle sale il 21 gennaio 2011, Memphis interpreta il ruolo di Lorenzo, un giovane agente immobiliare che, alla soglia dei quarant'anni, si ostina a rimanere a casa con i genitori. Sempre nel 2011 lavora di nuovo con Raoul Bova nella miniserie televisiva Come un delfino. A maggio è protagonista sul set di Ex - Amici come prima!, sequel di Ex. A luglio, invece, ha girato il sequel di Immaturi dal titolo Immaturi - Il viaggio, nelle sale dal 4 gennaio 2012. Da febbraio 2011 lavora sul set di Tutti pazzi per amore 3, in onda dal 6 novembre 2011 su Rai 1.
Tra maggio e giugno 2012 ha concluso le riprese sul set di Come un delfino (la serie), secondo capitolo dell'omonima mini-fiction andata in onda nella primavera 2011, in cui si ricorda una scena drammatica in cui ripeteva ossessivamente "Non sono io l'ammasso, è Meggiorin". La seconda stagione si è svolta in quattro puntate ed è andata in onda su Canale 5 nel maggio 2013. Inoltre l'attore romano è stato protagonista in Mai Stati Uniti, dei fratelli Vanzina, uscito nelle sale il 3 gennaio 2013. Ha girato L'ultima ruota del carro del regista Giovanni Veronesi, uscito il 14 novembre 2013. Nel 2013 ha lavorato  anche nel film di Claudio Amendola, per la prima volta regista, La mossa del pinguino, uscito nel 2014. Nel 2018 prende parte a Immaturi - La serie, ispirata all'omonimo già citato film di Paolo Genovese al quale aveva preso parte 7 anni prima. Con il regista Volfango De Biasi ha partecipato al film Un matrimonio mostruoso, uscito nel 2023.

## Vita privata
Assieme a Simone Corrente, suo collega per diversi anni in Distretto di polizia, ha aperto a Roma due trattorie, "Né arte né parte": una aperta nel giugno 2004 nel rione Testaccio e l'altra aperta a novembre 2006 nel rione Prati, poi cedute.
Dopo la separazione dalla prima moglie, si è risposato con Alessia Cerasaro, aiuto regia, che ha conosciuto sul set di Distretto di polizia; la coppia ha avuto due figli: Francesco (2005) e Maria (2013). Ha perso il padre in un incidente stradale quando aveva solo 4 anni. Benché sia cresciuto in un ambiente ateo, è cristiano.
Grande tifoso della Roma, la definisce come "una cosa di famiglia", ha dichiarato di emozionarsi spesso durante le partite del club giallorosso e non si è mai lasciato scappare delle frecciatine nei confronti dei rivali laziali, inoltre presenzia regolarmente allo stadio.

## Filmografia

Ricky Memphis (al centro) in una scena del film Ultrà (1991), assieme a Claudio Amendola e Gianmarco Tognazzi

### Cinema
- Ultrà, regia di Ricky Tognazzi (1991)
- Pugni di rabbia, regia di Claudio Risi (1991)
- Briganti - Amore e libertà, regia di Marco Modugno (1993)
- La scorta, regia di Ricky Tognazzi (1993)
- I mitici - Colpo gobbo a Milano, regia di Carlo Vanzina (1994)
- Il branco, regia di Marco Risi (1994)
- L'anno prossimo vado a letto alle dieci, regia di Angelo Orlando (1995)
- Palermo Milano - Solo andata, regia di Claudio Fragasso (1996)
- Vite strozzate, regia di Ricky Tognazzi (1996)
- Altri uomini, regia di Claudio Bonivento (1997)
- Le faremo tanto male, regia di Pino Quartullo (1998)
- L'ultimo capodanno, regia di Marco Risi (1998)
- S.O.S., regia di Thomas Robsahm (1999)
- Paz!, regia di Renato De Maria (2002)
- Milano Palermo - Il ritorno, regia di Claudio Fragasso (2007)
- Immaturi, regia di Paolo Genovese (2011)
- Ex - Amici come prima!, regia di Carlo Vanzina (2011)
- Vacanze di Natale a Cortina, regia di Neri Parenti (2011)
- Immaturi - Il viaggio, regia di Paolo Genovese (2012)
- Area Paradiso, regia di Diego Abatantuono (2012)
- Mai Stati Uniti, regia di Carlo Vanzina (2013)
- L'ultima ruota del carro, regia di Giovanni Veronesi (2013)
- La mossa del pinguino, regia di Claudio Amendola (2014)
- Un matrimonio da favola, regia di Carlo Vanzina (2014)
- Soap opera, regia di Alessandro Genovesi (2014)
- Ma tu di che segno 6?, regia di Neri Parenti (2014)
- Torno indietro e cambio vita, regia di Carlo Vanzina (2015)
- Miami Beach, regia di Carlo Vanzina (2016)
- Ovunque tu sarai, regia di Roberto Capucci (2017)
- Sconnessi, regia di Christian Marazziti (2018)
- Loro, regia di Paolo Sorrentino (2018)
- Natale a 5 stelle, regia di Marco Risi (2018)
- Ma cosa ci dice il cervello, regia di Riccardo Milani (2019)
- Il grande salto, regia di Giorgio Tirabassi (2019)
- Un figlio di nome Erasmus, regia di Alberto Ferrari (2020)
- Divorzio a Las Vegas, regia di Umberto Carteni (2020)
- Lockdown all'italiana, regia di Enrico Vanzina (2020)
- Un matrimonio mostruoso, regia di Volfango De Biasi (2023)
- I peggiori giorni, regia di Massimiliano Bruno ed Edoardo Leo (2023)
- Poveri noi, regia di Fabrizio Maria Cortese (2025)

### Televisione
- Ultimo, regia di Stefano Reali – miniserie TV (1998)
- Ultimo - La sfida, regia di Michele Soavi – miniserie TV (1999)
- I giudici - Excellent Cadavers, regia di Ricky Tognazzi – film TV (1999)
- Distretto di Polizia – serie TV, 136 episodi (2000-2006)
- Il morso del serpente, regia di Luigi Parisi – film TV (2001)
- Occhi verde veleno, regia di Luigi Parisi – miniserie TV (2001)
- La Sindone - 24 ore, 14 ostaggi, regia di Lodovico Gasparini – film TV (2001)
- Crimini bianchi – serie TV (2008)
- Un paradiso per due, regia di Pier Belloni – film TV (2010)
- Caccia al re - La narcotici – serie TV (2011)
- Come un delfino – serie TV (2011-2013)
- Notte prima degli esami '82, regia di Elisabetta Marchetti – miniserie TV (2011)
- Tutti pazzi per amore 3 – serie TV (2011-2012)
- Così fan tutte – serie TV (2011)
- Area Paradiso, regia di Diego Abatantuono e Armando Trivellini – film TV (2012)
- Immaturi - La serie – serie TV (2018)
- Purché finisca bene - L'amore, il sole e le altre stelle, regia di Fabrizio Costa – film TV (2019)
- Speravo de morì prima, regia di Luca Ribuoli – miniserie TV (2021)
- Tutto chiede salvezza – serie TV (2022-2024)
- Mameli - Il ragazzo che sognò l'Italia, regia di Luca Lucini e Ago Panini – miniserie TV (2024)
- I Cesaroni, regia di Claudio Amendola – miniserie TV in produzione